# 아우구스테 빌헬미네 폰 헤센다름슈타트 공비

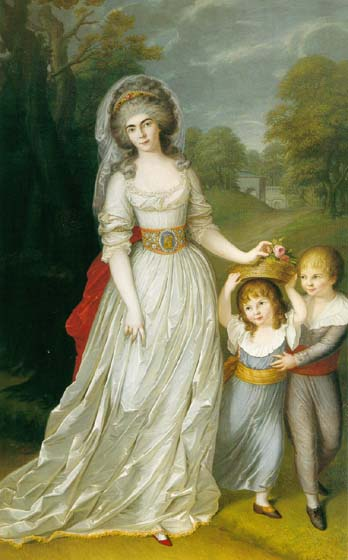
아우구스테 빌헬미네

헤센다름슈타트의 아우구스테 빌헬미네(Auguste Wilhelmine von Hessen-Darmstadt, 1765년 4월 14일 ~ 1796년 3월 30일)는 독일 바이에른의 국왕 막시밀리안 1세 요제프의 첫 번째 아내이다.
헤센다름슈타트 방백의 게오르크 빌헬름 공자의 넷째딸이다. 1785년 막시밀리안과 결혼했고 프랑스 혁명이 발발하자 친정인 다름슈타트로 몸을 피했다. 아우구스테는 남편 막시밀리안이 츠바이브뤼켄의 공작이 된 그 이듬해 세상을 떠났다. 남편이 바이에른의 국왕으로 즉위하기 전에 죽었기 때문에 생전에 왕비로 불리지는 못했다.

## 자녀
- 루트비히 1세(1786~1868) 바이에른 국왕
- 아우구스테 로이히텐베르크 공작 부인(외젠 드 보아르네와 결혼)
- 아말리에(1790~1794)
- 카롤리네 아우구스테(1792~1873) 뷔르템베르크 왕비(빌헬름 1세와 결혼), 오스트리아 황후(프란츠 2세와 결혼)
- 카를(1795~1875)